# Carmen García Ruiz
Carmen García Ruiz (Madrid; 9 de mayo de 1974) es una investigadora y divulgadora española de Ciencias Químicas y Forenses. Coordina el Grupo CINQUIFOR de la Universidad de Alcalá (UAH) y el doctorado interuniversitario en Ciencias Forenses. Desde 2017 es catedrática en Química Analítica.

## Trayectoria profesional
Se licenció en la Universidad de Jaén en 1997 y obtuvo el doctorado en Ciencias Químicas en la Universidad de Alcalá en 2001. En 2002 realizó una estancia postdoctoral en la Universidad Libre de Ámsterdam con una beca "Marie Curie". En 2004 regresó a España, a la Universidad de Alcalá, mediante el programa "Ramón y Cajal". En 2009 consiguió una plaza de profesora titular en la Universidad de Alcalá. Durante esta primera etapa investigadora desarrolló metodologías para la determinación de proteínas, compuestos orgánicos y compuestos quirales con técnicas de separación y técnicas espectrométricas.
Comenzó su trayectoria investigadora en Ciencias Forenses, con la creación del Instituto Universitario de Investigación en Ciencias Policiales (IUICP) en 2007. Ha participado en distintos proyectos de investigación. El primer proyecto nacional (2009-2012) que lideró estaba orientado a investigar la detección de nitrocelulosa en explosivos como la dinamita. Posteriormente, coordinó dos proyectos europeos de una convocatoria de lucha contra el crimen (2012-2015) enfocados a aumentar las herramientas analíticas de los cuerpos policiales para luchar contra artefactos explosivos improvisados (IEDs).
En 2017 abrió una iniciativa orientada a conseguir apoyo económico a través de micromecenazgo con el fin de incluir investigaciones enfocadas a detectar estados personales y cómo estos se afectan bajo sumisión química.
Contribuye a la formación en Ciencias Químicas, mediante su implicación en el Grado en Química y el Máster Universitario de Investigación en Ciencias y, en Ciencias Forenses mediante su participación en las titulaciones oficiales de Grado, Máster y Doctorado en Ciencias Forenses de la Universidad de Alcalá.
Como investigadora comprometida con la transferencia y la divulgación, transmite los conocimientos alcanzados a instituciones forenses y empresas y los divulga a través de la radio, prensa (publicaciones locales, nacionales, internacionales) y televisión. Además, participa en actividades de divulgación científica como la Noche Europea de los Investigadores y la Semana de la Ciencia.
En noviembre de 2020 fue publicado su primer libro "Introducción a la Química Forense". En él, describe todos los métodos analíticos de los que disponen las Ciencias Forenses para abordar la determinación, identificación, cuantificación y comparación de sustancias de múltiples naturalezas en contextos de incendios, explosiones, tintas y documentos, trazas materiales (fibras, pinturas, vidrios...), drogas y sustancias psicoactivas, sus metabolitos, fármacos, residuos de disparo, y muchos más. En el libro reflexiona sobre la importancia de la transdisciplinariedad implícita en la Química Forense y describe dos temáticas actuales donde es necesario ir más allá del examen, análisis e interpretación de los resultados analíticos.

## Premios
- III Premios de Divulgación Científica de la Universidad de Alcalá en la categoría de mejor iniciativa difundida a través de los medios de comunicación: prensa, televisión o radio (2017).[35]
- XI Premio del Consejo Social[36] a la “Transferencia de Conocimiento Universidad-Sociedad” en la categoría de Ciencias de la Salud, Experimentales y las ramas técnicas de la enseñanza (2016).[37]
- Premio al mejor PDI (personal docente e investigador) otorgado por el Consejo de Estudiantes de la Universidad de Alcalá (2009).[38]
- Premio de investigadores noveles concedido por la Real Sociedad Española de Química-Sigma Aldrich (2008).[39]
- Premio para jóvenes investigadores concedido por la Universidad de Alcalá (2006).[40]